# Große Deutsche Kunstausstellung

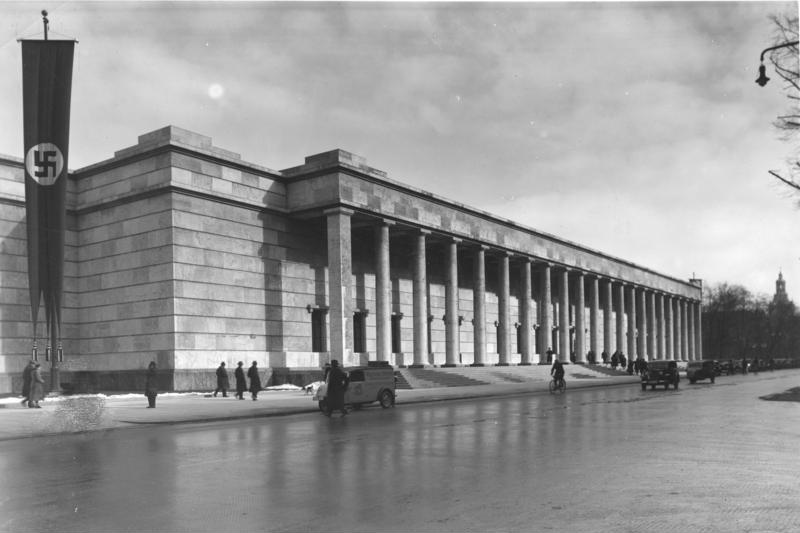
Haus der Deutschen Kunst, München

Die Große Deutsche Kunstausstellung fand insgesamt achtmal von 1937 bis 1944 im eigens hierfür gebauten Haus der Deutschen Kunst in München statt. Sie war repräsentativ für die Kunst im Nationalsozialismus.

## Geschichte

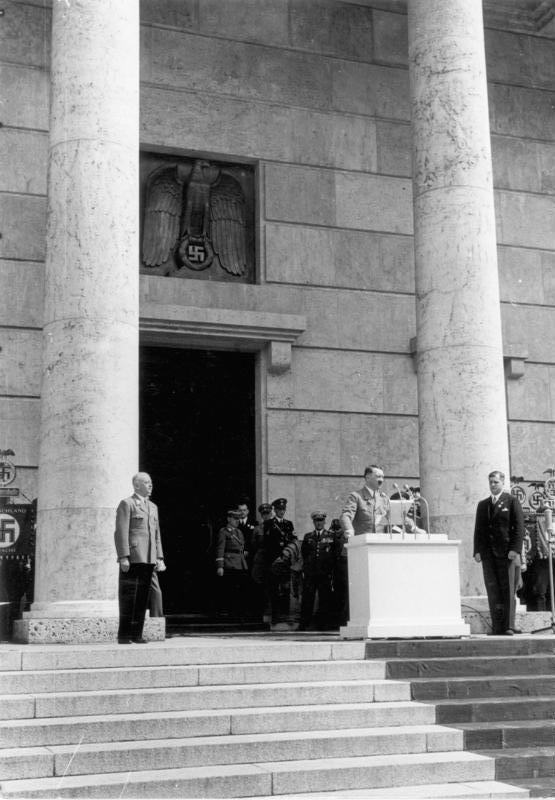
Adolf Hitler während seiner Ansprache zur Eröffnung der 1. Großen Deutschen Kunstausstellung 1937

Die „Große Deutsche Kunstausstellung“, die sich über das Erdgeschoss, das Obergeschoss und die zweigeschossige „Ehrenhalle“ in der Mitte des Gebäudes erstreckte, wurde als die wichtigste kulturelle Veranstaltung im NS-Staat propagiert. Die Schau war als Verkaufsausstellung konzipiert, Künstler konnten mit mehreren Werken (in der Regel bis zehn Werke) vertreten sein, wobei mitunter auch nicht verkäufliche Werke, z. B. Leihgaben, ausgestellt wurden. Während der Ausstellung wurde jeweils in einer „Sonderschau“ einem ausgewählten Künstler die Gelegenheit gegeben, sich umfassender zu präsentieren.
Während der organisatorische und technische Teil der Ausstellungsvorbereitung dem „Haus der Deutschen Kunst (Neuer Glaspalast)“ als Anstalt des öffentlichen Rechts oblag, hatte die künstlerische Gesamtleitung ein von Adolf Hitler bestimmter „Beauftragter des Präsidenten der Reichskammer der bildenden Künste“, sein Fotograf Heinrich Hoffmann, inne.
Die Ausstellungsdauer war bis 1940 von vorneherein festgelegt; die späteren Ausstellungen wurden „bis auf weiteres“ angekündigt. Die Ausstellungen waren täglich – auch an Sonn- und Feiertagen – von 9 bis 18 Uhr geöffnet. Während der Ausstellung verkaufte Werke konnten durch andere, „bei der Prüfung der Arbeiten für gut befundene Werke“ ersetzt werden. Als Vertragspartner beim Verkauf fungierte allein das „Haus der Deutschen Kunst“. Das Photographieren und Kopieren von ausgestellten Werken war während der Ausstellungsstunden zunächst nicht gestattet. Ab 1943 war dies jedoch für Pressezwecke nach vorheriger Zustimmung der Ausstellungsleitung möglich.
Die „Große Deutsche Kunstausstellung“ wurde am 18. Juli 1937 zusammen mit dem Gebäude „Haus der Deutschen Kunst“ feierlich eröffnet. In der Eröffnungsrede gab Hitler eine umfangreiche Darstellung des nationalsozialistischen Verständnisses von „Deutscher Kunst“, die in Zukunft öffentlich als einzige zugelassen werde. Dabei skizzierte Hitler, so Stefan Schweizer, eine völkisch-rassistisch begründete Leitstruktur historischer und kunstgeschichtlicher Vorstellungen und Deutungen. Mit seiner Vorstellung von Kunst als unmittelbarer Ausdruck der sie prägenden Zeitumstände identifizierte er die Kunst der Weimarer Republik mit der damaligen sogenannten Systemzeit. Die von ihm geschätzte Kunst hingegen sah er durch Politik legitimiert und zugleich als Politik legitimierend. Die neue deutsche Kunst definierte er stilistisch wie ideologisch mit den Worten: „‚Deutsch sein, heißt klar sein.‘ Das aber würde besagen, daß deutsch sein damit logisch und vor allem auch wahr sein heißt.“
In Abgrenzung dazu diffamierte Hitler die „moderne Kunst“ als „entartete Kunst“ und kündigte an:

„Wir werden von jetzt ab einen unerbittlichen Säuberungskrieg führen gegen die letzten Elemente unserer Kulturzersetzung. Sollte sich aber unter ihnen einer befinden, der doch noch glaubt, zu Höherem bestimmt zu sein, dann hatte er nun ja vier Jahre Zeit, diese Bewährung zu beweisen, diese vier Jahre aber genügen auch uns, um zu einem endgültigen Urteil zu kommen. Nun aber werden – das will ich Ihnen hier versichern – alle die sich gegenseitig unterstützenden und damit haltenden Cliquen von Schwätzern, Dilettanten und Kunstbetrügern ausgehoben und beseitigt. Diese vorgeschichtlichen prähistorischen Kultur-Steinzeitler und Kunststotterer mögen unseretwegen in die Höhlen ihrer Ahnen zurückkehren, um dort ihre primitiven internationalen Kritzeleien anzubringen.“

Als Beispiel der nun verfemten Kunst begann die Ausstellung „Entartete Kunst“ im Münchner Hofgarten einen Tag später. Die „Große Deutsche Kunstausstellung“ zeigte insgesamt 12.550 Exponate und wurde von rund 600.000 Menschen besucht. Kunst für 13 Millionen Reichsmark wurde verkauft; allein Hitler kaufte Werke für 6,8 Millionen Reichsmark. Das internationale Interesse blieb gering.
Nach 1945 wurden zahlreiche Werke nicht mehr gezeigt und auch nicht mehr abgebildet. Das Zentralinstitut für Kunstgeschichte München macht sie – in Zusammenarbeit mit dem Haus der Kunst, München und dem Deutschen Historischen Museum, Berlin – seit Oktober 2011 online zugänglich, um eine gesellschaftliche und kunstgeschichtliche Debatte zu ermöglichen. Parallel zum online-Projekt erschien im Berliner Neuhaus Verlag ein Gesamtverzeichnis der Künstler der Großen Deutschen Kunstausstellung von 1937 bis 1944.

## Ausstellungsperioden
- 1937: Erste Große Deutsche Kunstausstellung (GDK) vom 18. Juli bis 31. Oktober.  Eröffnung im Rahmen eines „Tags der Deutschen Kunst“ mit Festprogramm vom 16. bis 18. Juli, darin auch einem großen Festzug „2000 Jahre Deutsche Kultur“. Zeitgleiche Eröffnung des neuen Hauses der Deutschen Kunst. Eröffnungsrede der GDK durch Adolf Hitler.
- 1938: Zweite GDK vom 10. Juli bis 16. Oktober. 1158 Kunstwerke. Sonderschau von 21 Werken von Werner Peiner, Kronenburg.
21. Mai bis 26. Juni 1938: Sonderausstellung Kleine Kollektionen, Malerei – Plastik – Graphik.
- 1939: Dritte GDK vom 16. Juli bis 15. Oktober. Eröffnung im Rahmen eines zweitägigen „Tags der deutschen Kunst“.
- 1940: Vierte GDK vom 27. Juli an. 1397 Werke von 752 Künstlern. Eröffnung durch Propagandaminister Joseph Goebbels. Mitte Oktober 1940 wurden die verkauften Werke gegen 317 weitere ausgesuchte Werke ausgetauscht. Die Ausstellung sollte bis Februar 1941 geöffnet sein. Sonderschau von 35 Werken von Friedrich Stahl, Rom.
- 1941: Fünfte GDK vom 26. Juli an. Dauer: „Bis auf weiteres“. 1347 Werke von 647 Künstlern. Eröffnung durch Goebbels. Sonderschau von 27 Werken von Raffael Schuster-Woldan, Berlin.
- 1942: Sechste GDK vom 4. Juli an. Dauer: „Bis auf weiteres“. 1213 Werke von 680 Künstlern. Eröffnung durch Goebbels. Sonderschau von 22 Werken von Karl Leipold, Berlin.
- 1943: Siebte GDK vom 26. Juni an. Dauer: „Bis auf weiteres“. 1141 Werke von 660 Künstlern. Eröffnung durch Goebbels. Sonderschau von 35 Werken von Peter Philippi, Rothenburg o. d. T.
- 1944: Achte GDK von Juli an. Dauer: „Bis auf weiteres“. Sonderschau von 21 Werken von Hugo Gugg, Weimar.

## Ausstellende Künstler (Auswahl)
Die folgende Auswahl umfasst alle Bildhauer, die mindestens 11 und alle Maler, die mindestens 14 Werke ausgestellt haben, zudem alle Künstler, die bei mindestens sieben der acht Ausstellungen vertreten waren. Ebenso sind alle ausstellenden Künstler der Gottbegnadeten-Liste verzeichnet.

### Malerei und Grafik
| - Richard Albitz (1938–1940, 1942–1944) - Erhard Amadeus Dier (1937–1943) - Ludwig Bartning (1937–1940) - Hans Bauer (1937–1944) - Thomas Baumgartner (1937–1944) - Fritz Bayerlein (1937–1944) - Claus Bergen (1937–1944) - Max Bergmann (1937–1944) - Hans Best (1937–1942) - Eduard Bischoff (1938) - Carl Blos (1938–1941) - Otto Bloß (1937–1944) - Rudolf Böttger (1938, 1940–1944) - Wilhelm Brandenberg (1938–1944) - Hans Bremer (1939–1943) - Lothar-Günther Buchheim (1941–1943) - Georg Buchner (1941–1944) - Hans Bullinger (1937–1943) - Josef Burger (1937–1944) - Arnold Busch (1937–1944) - Max Clarenbach (1937–1944) - Edward Harrison Compton (1937–1944) - Wilhelm Dachauer (1942–1944) - Karl-Heinrich Dallinger (1937–1938, 1940–1944) - Erich Dichtl (1938–1944) - Hermann Dietze (1937–1944) - Otto Diez (1937–1938, 1940–1942, 1944) - Felix Dittmar (1938–1944) - Willi Döhler (1937–1940, 1942–1944) - Ernst von Dombrowski (1938–1940, 1942–1944) - Bernhard Dörries (1937–1941, 1943–1944) - Elk Eber (1937–1941) - Carl Ederer (1937, 1939–1942) - Georg Ehmig (1937–1944) - Paul Walter Ehrhardt (1937, 1939–1944) - Franz Eichhorst (1937–1944) - Rudolf Hermann Eisenmenger (1937–1938, 1940–1944) - Otto Heinrich Engel (1941–1942) - Otto Engelhardt-Kyffhäuser (1938–1944) - Erich Erler (1938–1944) - Roman Feldmeyer (1938–1944) - Erich Feyerabend (1937–1944) - Bruno Flashar (1938–1944) - Hans Frank (1937–1944) - Georg Fritz (1942) - Hugo Geißler (1938–1943) - Constantin Gerhardinger (1937–1942) - Franz Gerwin (1937–1944) - Richard Gessner (1938–1944) - Otto Goebel (1937–1944) - Hermann Gradl (1937–1944) - Oskar Graf (1937–1944) - Theodor Grätz (1937–1941, 1943–1944) - Oswald Grill (1938–1944) - Ludwig Gschosmann (1938–1944) - Hugo Gugg (1942, 1944) - Olaf Gulbransson (1937–1938, 1941–1943) - Fritz Hafner (1938–1944) - Oskar Hagemann (1937–1944) - Fritz Halberg-Krauss (1937–1944) - Walter Hannemann (1938–1944) - Hans Happ (1937–1944) - Sepp Happ (1939–1941, 1943–1944) - Emil Ernst Heinsdorff (1937–1944) - Willy ter Hell (1937–1944) - Walter Hemming (1938–1944) - Wilhelm Hempfing (1937–1944) - Josef Hengge (1941–1944) - Karl Hennemann (1937–1939, 1941–1944) - Albert Henrich (1937–1944) - Paul Herrmann (1937, 1940–1944) - Friedrich Heubner (1937–1938, 1940–1944) - Richard Heymann (1938–1944) - Sepp Hilz (1938–1944) - Christian Gotthard Hirsch (1938–1944) - Otto Albert Hirth (1939–1944) - Hugo Hodiener (1937–1944) | - Walther Hoeck (1937–1940, 1944) - Ludwig Hohlwein (1937–1944) - Richard Holst (1938–1944) - Conrad Hommel (1937–1944) - Franz Homoet (1937–1943) - Heinrich Hönich (1937) - Albert Janesch (1937–1938, 1940–1944) - Ewald Jorzig (1937–1938, 1940–1944) - Julius Paul Junghanns (1937–1944) - Richard Kaiser (1937–1941) - Friedrich Wilhelm Kalb (1937–1939, 1942–1944) - Peter Kálmán (1937–1942) - Marcel Kammerer (1938–1944) - Arthur Kampf (1939) - Herbert Kampf (1937, 1939–1943) - Hermann Kaspar (1937–1938, 1940, 1944) - Josef Woldemar Keller-Kühne (1938–1944) - Michael Mathias Kiefer (1938–1944) - Gottlieb Theodor Kempf-Hartenkampf (1938–1939, 1941–1942, 1944) - Erwin Kettemann (1938–1940, 1942–1944) - Alfred Kitzig (1937–1938, 1940–1944) - Richard Klein (1937–1943) - Walther Klemm (1937–1944) - Walter Klinkert (1937–1941) - Erwin Knirr (1937–1944) - Reinhold Koch-Zeuthen (1937–1944) - Fritz Köhler (1938–1944) - Wilhelm Körber (1937–1944) - Gerhart Kraaz (1940, 1942–1944) - Willy Kriegel (1937, 1939–1944) - Anton Kürmaier (1937–1943) - Otto von Kursell (1942) - Carl Lange (1937–1944) - Georg Lebrecht (1937–1944) - Karl Leipold (1937–1939, 1942) - Karl Lenz (1937–1942) - Ernst Liebermann (1937–1942, 1944) - Helmuth Liesegang (1943–1944) - Rudolf Lipus (1941–1944) - Switbert Lobisser (1937–1943) - Alfred Loges (1940–1944) - Anton Lutz (1938–1944) - Fritz Mackensen (1937) - Erik Mailick (1938–1944) - Hans Jakob Mann (1937–1944) - Oskar Martin-Amorbach (1937–1942, 1944) - Ernst von Maydell (1939–1944) - Hermann Mayrhofer-Passau (1937–1944) - Sepp Meindl (1937–1944) - Erich Mercker (1937–1944) - Julius Mermagen (1938–1942, 1944) - Herbert Molwitz (1937–1944) - Erich Martin Müller (1937–1938, 1940–1944) - Richard Müller (1937–1939, 1941–1943) - Hans Müller-Schnuttenbach (1937–1944) - Anton Müller-Wischin (1937–1944) - Oskar Mulley (1937–1944) - Oskar Nerlinger (1939–1944) - Hanns Neudecker (1938–1944) - Rudolf Nißl (1938–1944) - Oskar Oestreicher (1937–1944) - Karl Ewald Olszewski (1937–1944) - Friedrich Ott (1940–1944) - Albert Otto (1937–1944) - Rudolf Otto (1938–1944) - Paul Mathias Padua (1938–1944) - Gisbert Palmié (1939–1944) - Andreas Patzelt (1939–1944) - Werner Peiner (1937–1940, 1942) - Erich von Perfall (1938–1944) - Walter Petersen (1938–1939, 1942) - August Peukert (1937–1944) - Ernst Christian Pfannschmidt (1937, 1939) - Conrad Pfau (1938–1944) - Alfred Pfitzner (1937–1943) - Fritz Pfuhle (1938) | - Peter Philippi (1937–1939, 1941–1943) - Ria Picco-Rückert (1941–1944) - Ludwig Platzöder (1937–1944) - Paul Plontke (1939) - Carl Theodor Protzen (1937–1944) - Erwin Puchinger (1938–1944) - Albert Reich (1938–1942) - Fritz Rhein (1937–1943) - Heinrich von Richthofen (1937–1944) - Hannes Rischert (1937–1941, 1943–1944) - August Rixen (1937, 1940–1944) - Walter Rose (1937–1944) - Toni Roth (1937–1943) - Ivo Saliger (1938–1944) - Leo Samberger (1937–1943) - Leonhard Sandrock (1938–1944) - Wilhelm Sauter (1938–1944) - Hans Schachinger (1937–1944) - Otto Scheinhammer (1937–1944) - Rudolf Scheller (1937–1944) - Hans Schlereth (1937–1944) - Josef Anton Schmid-Fichtelberg (1937–1943) - Else van der Schmidt-Velde (1937–1944) - Wilhelm Schmidthild (1938–1944) - Hans Schmitz-Wiedenbrück (1938–1942, 1944) - Alfons Schneider (1938–1944) - Herbert Schnürpel (1938–1943) - Rudolf Schramm-Zittau (1937–1940, 1942–1944) - Richard Schreiber (1940, 1942–1944) - Johann Schult (1938–1944) - Raffael Schuster-Woldan (1937–1944) - Friedrich Schüz (1937–1944) - Carl Schwalbach (1937–1942, 1944) - Georg Siebert (1937–1944) - Rudolf Sieck (1937–1941) - Hans Albert Simon-Schaefer (1937–1944) - Georg Sluyterman von Langeweyde (1937–1940, 1942–1944) - Ferdinand Spiegel (1937–1938, 1940–1941, 1943–1944) - Ferdinand Staeger (1937–1944) - Albert Stagura (1938–1944) - Franz Xaver Stahl (1937–1944) - Friedrich Stahl (1937–1938, 1940) - Rudolf Staudenmaier (1937–1943) - Josef Steib (1940–1944) - Edmund Steppes (1937–1944) - Josef Stoitzner (1937–1943) - Karl Storch der Jüngere (1937–1939, 1941–1942) - Robert Streit (1937–1944) - Walter Strich-Chapell (1938, 1940–1944) - Eduard Thöny (1937–1943) - Ferdinand Thurnherr (1939–1944) - Hermann Tiebert (1937–1942, 1944) - Gustav Traub (1937–1944) - Franz Triebsch (1937, 1939–1942) - Karl Truppe (1939–1944) - Hermann Urban (1938–1944) - Otto Vaeltl (1938–1944) - Fritz Vahle (1938–1944) - Josef Vietze (1937, 1939–1944) - Josef Wahl (1937–1943) - Karl Walther (1937–1944) - Walter von Wecus (1937, 1939–1944) - Carl Weisgerber (1938–1944) - Udo Wendel (1937, 1939–1944) - Else Wenz-Viëtor (1937–1941) - Rudolf G. Werner (1937–1944) - Paul Westerfrölke (1937–1944) - Johann Fritz Westermann (1938–1944) - Wolfgang Willrich (1937–1943) - Curt Winkler (1937–1938, 1940–1944) - Adolf Wissel (1937–1944) - Franz Xaver Wölfle (1938–1944) - Max Zaeper (1937–1942) - Adolf Ziegler (1937–1940, 1942–1943) - Hans Zimbal (1939–1941) - Bodo Zimmermann (1937–1944) |

### Plastik
| - Adolf Abel (1937–1938, 1940–1944) - Karl Albiker (1937, 1944) - Adam Amend (1938–1940) - Fritz Behn (1937–1940) - Fritz Bernuth (1937, 1941, 1944) - Fritz Best (1938–1944) - Bernhard Bleeker (1937, 1940–1941) - Gustav Adolf Bredow (1939–1944) - Arno Breker (1937–1944) - Hans Breker (1937, 1940–1942) - Friedrich Franz Brockmüller (1937–1940, 1942) - Max Alfred Brumme (1937–1944) - Harry Christlieb (1937–1944) - Cirillo Dell’Antonio (1939–1944) - Elmar Dietz (1937, 1939, 1941–1944) - Lothar Dietz (1939–1944) - Michael Drobil (1937–1939, 1943) - Lissy Eckart (1937–1944) - Kurt Edzard (1937) - Joseph Enseling (1937, 1940, 1942–1944) - Max Esser (1937, 1939–1940, 1942, 1944) - David Fahrner (1938–1944) - Heinrich Faltermeier (1938–1940, 1942–1944) - Jakob Wilhelm Fehrle (1939–1944) - Irmintrud Ferdin-Rummel (1940–1944) - Philipp Flettner (1938–1944) - Wilhelm Frass (1937–1940, 1943–1944) - Lore Friedrich-Gronau (1939–1944) - Hermann Geibel (1937–1939) - August Wilhelm Goebel (1938–1944) - Ernst Gorsemann (1937–1942) - Fritz von Graevenitz (1937, 1940–1943) - Wolfgang Grau (1938–1944) - Anton Grauel (1937–1944) - Hermann Hahn (1937–1939, 1942–1943) - Bernd Hartmann (1937–1944) - Fritz Heidenreich (1939–1943) - Elisabeth Höfer-Kelling (1940–1942) | - Maria Theresia Hofmann (1938–1944) - Oswald Hofmann (1937–1944) - Emil Hub (1937–1940, 1942–1944) - Paula von der Hude (1937–1944) - Arthur von Hüls (1937–1939, 1941–1944) - Ulfert Janssen (1937–1944) - Carl Paul Jennewein (1937–1939) - Rudolf Kaesbach (1939–1943) - Theodor Kärner (1937–1938, 1940–1942, 1944) - Ludwig Kasper (1937) - Georg Kemper (1938–1943) - Lilli Kerzinger-Werth (1937–1938, 1940, 1943–1944) - Dorothea Kirchner-Moldenhauer (1937–1944) - Fritz Klimsch (1937–1944) - Richard Knecht (1937, 1939–1940) - Fritz Koelle (1937–1944) - Georg Kolbe (1937–1943) - Albert Kraemer (1937–1940, 1942–1943) - Georg Krämer (1938–1943) - Wilhelm Krieger (1937–1944) - Felix Kupsch (1937–1941, 1943–1944) - Hubert Nikolaus Lang (1938–1944) - Ferdinand Liebermann (1937–1941) - Helmut Liebermann (1937–1944) - Rudolf Löhner (1944) - Friedrich Lommel (1937–1944) - Emil Manz (1937–1943) - Karl May (1938–1944) - Eugen Mayer-Fassold (1937–1944) - Albert Mazzotti (1938–1944) - Hugo Meisel (1938–1944) - Willy Meller (1940, 1942–1944) - Christian Metzger (1937–1941) - Franz Mikorey (1937–1938, 1940–1944) - Richard Miller (1939, 1942–1944) - Georg Müller (1937–1941, 1943–1944) - Fritz Nuss (1937–1944) - Ottmar Obermaier (1937–1944) | - Hermann Joachim Pagels (1938–1944) - Josef Pallenberg (1938–1944) - Rudolf Pfefferer (1937, 1940–1944) - Ernst Andreas Rauch (1937–1938, 1940–1942, 1944) - Luis Rauschhuber (1937–1941, 1943–1944) - Ernst Reiss-Schmidt (1939, 1941–1944) - Rudolf Rempel (1937–1943) - Lore Rendlen-Schneider (1937–1938, 1940–1944) - Fritz Röll (1937–1941) - Otto Rost (1939–1944) - Karl Roth (1937–1944) - Anna-Elisabeth Rühl (1938–1941, 1943–1944) - Alfred Sachs (1937–1939, 1941–1944) - Richard Scheibe (1937–1940, 1942–1944) - Paul Scheurle (1938–1944) - Hermann Scheuernstuhl (1937–1938, 1940–1941, 1944) - Otto Schließler (1940–1944) - Kurt Schmid-Ehmen (1937–1944) - Erich Schmidt-Kabul (1937–1938, 1941–1942, 1944) - Hans Schwegerle (1937–1941, 1943–1944) - Theo Siegle (1938–1944) - Otto Sonnleitner (1937–1939, 1943–1944) - Julius Starcke (1937–1944) - Alfred Steidle (1937–1941) - Alfred Thiele (1938, 1940–1944) - Josef Thorak (1937–1944) - Georg Türke (1937–1944) - Karl Tutter (1941–1944) - Robert Ullmann (1938, 1940, 1943) - Johann Vierthaler (1937–1940, 1942–1944) - Joseph Wackerle (1937–1941, 1943) - Adolf Wamper (1937–1938, 1940–1941) - Heinrich Weißer (1937–1944) - Otto Weissmüller (1937–1944) - Richard Martin Werner (1937–1944) - Alfred Zschorsch (1938–1942) - Willy Zügel (1937–1941) |